# Bilderdruckpapier
Bilderdruckpapiere (auch als Kunstdruckpapiere bezeichnet) sind alle gestrichenen Papiere von 70 bis 170 g/m². Ab 170 bis 300 g/m² spricht man von Bilderdruckkarton. Bilderdruckpapier kann matt, seidenmatt oder glänzend gestrichen sein. Es ist für alle Druckverfahren geeignet.
Es eignet sich besonders gut zum Bedrucken mit Bildern, da es die Druckfarbe nicht gut aufsaugt, was dazu führt, dass die Konturen und Farbabgrenzungen (Halbtöne) genauer sind. Man kann dies am besten sehen, wenn man ein Foto eines Hochglanzmagazins mit einem Foto in einer Tageszeitung vergleicht. Das Foto im Hochglanzmagazin wird immer viel besser aussehen als das in der Tageszeitung – selbst wenn es auf derselben Druckmaschine gedruckt wurde.